# Fulgore
Fulgore es un personaje de la serie de videojuegos de lucha Killer Instinct de Rare. Fulgore se introdujo en el Killer Instinct original en 1994 como un ciborg de lucha avanzado y un némesis del protagonista Jago. El personaje tuvo una acogida positiva por parte de la crítica y se convirtió en un icono de la serie.

## Apariciones
En el primer Killer Instinct, Fulgore es un cyborg y el penúltimo oponente en el modo para un jugador. Desarrollado por Ultratech, los autores intelectuales detrás del torneo titular de Killer Instinct, Fulgore es el primero de una serie planificada de ciber soldados de vanguardia. Si bien se diseñó para parecerse a un caballero para ayudar a ganar la confianza de la gente, los rumores dicen que las partes humanas utilizadas en su construcción se originaron en una operación de extracción de órganos con sede en Moscú. Antes de que el modelo Fulgore Mk.I esté terminado, el equipo de científicos que lo desarrolló ya ha comenzado a trabajar en un modelo actualizado. Como prueba final de su poder, el prototipo Fulgore se inscribe en el torneo Killer Instinct; Si tiene éxito, Fulgore se colocaría en la producción en masa.
En la secuela, Killer Instinct 2, se crea un nuevo modelo mejorado de Fulgore después de que Jago destruyera el primer Fulgore en el primer torneo. Su objetivo es matar a Jago, a quien considera su rival mortal. Al final, es derrotado por Jago y su hermana Orchid.
Un tercer modelo Fulgore aparece en el reinicio Killer Instinct para Xbox One para ayudar a defender a Ultratech contra sus enemigos, actuando como el oponente final del modo arcade de la primera temporada. Sin embargo, comienza a desarrollar la autoconciencia y desafía su programación debido a los recuerdos residuales de Eagle, el hermano menor desaparecido de Thunder, cuya mente fue utilizada como un plan para la red neuronal de Fulgore. También se introdujo un prototipo de androide de combate que precedió directamente a la línea Fulgore, apodado «Kilgore», que compartía varios ataques con Fulgore.
Fuera de los juegos, Fulgore apareció en la serie de cómics Killer Instinct de 1996, marcando la primera vez que se exploraba la conexión entre Eagle y Fulgore en cualquier medio de Killer Instinct. Fulgore también aparece en la serie de cómics de 2017 como uno de varios drones genéricos utilizados por Ultratech. Fulgore también fue uno de los seis personajes de Killer Instinct en hacer un cameo en el videojuego Viva Piñata: Trouble in Paradise como una Piñata Vision Card. Además, los jugadores pueden desbloquear un arma llamada «Fulgore's Fist» en Banjo-Kazooie: Nuts & Bolts.

## Jugabilidad
En los dos primeros juegos, las principales armas de Fulgore son sus cuchillas de plasma montadas en el brazo. Fulgore puede realizar una variedad de movimientos con estas armas: puede realizar simplemente un corte estándar, un corte de plasma más poderoso, así como lanzar hasta tres proyectiles a la vez. Los ojos de Fulgore funcionan como armas, y puede lanzar una serie de láseres y plasma desde ellos. La cabeza de Fulgore puede convertirse en una ametralladora para acabar con los enemigos, o en un cañón de plasma gigante para derretir a los enemigos, aunque estas dos armas no pueden utilizarse en el combate directo y deben usarse para acabar con los oponentes. Fulgore posee la habilidad de teletransportarse detrás de un oponente, en el cual se vuelve negro y reaparece. Fulgore también utiliza una técnica llamada «Robot Eye», en la cual se emite una pequeña cantidad de plasma desde su ojo y que solo puede ejecutarse a corta distancia. La última de las técnicas de Fulgore es su capacidad para desviar proyectiles, en la que Fulgore cubre su cuerpo con un escudo azul. En Killer Instinct 2 también obtiene una habilidad adicional, similar a la de Depredador para volverse invisible. Fulgore usa sus cuchillas junto con un aluvión de patadas (especialmente patadas redondas) y también puede realizar un gran uppercut similar al de Jago. «Robot Eye» se puede usar como parte de un combo y los proyectiles lanzados para terminar un combo.
La nueva versión de Fulgore (vista anteriormente solo en un artbook y filtrada en la lista de personajes) se agregó como personaje jugable a KI 2013 en una actualización de abril de 2014. De acuerdo con Chris Carter, de Destructoid, Fulgore «es una fuente de poder masiva. Su característico tablero de cuchillas está de regreso (ahora un comando de patada hacia abajo en lugar de un movimiento de carga), al igual que su láser ocular, proyectil, shoryuken (corte de plasma), y teletransportador. Se parece mucho a Jago en el sentido de que es un esquema 'Shotokan' que es muy fácil de aprender, pero difícil de dominar, especialmente en el caso de este robot... Donde Fulgore es completamente diferente del resto del elenco es su movimiento único Devastation Beam, que requiere un medidor de sombra máximo y un Instinct Mode activo para lograrlo». Según la guía de Prima Games para KI 2013, «como Spinal y Glacius antes que él, Fulgore es uno de los personajes más duros para usar, con herramientas especiales que pueden no ser fáciles de entender para los recién llegados». Finalmente lo llamaron «una mejor versión de Spinal».

## Recepción
Si Fulgore no llegara a la lista de reinicio de KI, habría habido un pandemónium en las calles. Fulgore es fácilmente la creación de Killer Instinct más icónica, porque es todo lo que nuestros hijos adolescentes siempre quisimos de un personaje de un juego de lucha de los 90: un robot con cuchillas de luz en los brazos, rayos láser saliendo de sus ojos, un dulce tocado de estilo Depredador, e incluso una pequeña cola de caballo rubia. Lo que estamos tratando de decir es: es el súper soldado cibernético de nuestros sueños más salvajes.

Según Game Informer, «como estrella de la carátula de Super Nintendo y la Nintendo 64 de Killer Instinct, Fulgore siempre ha sido el chico del póster de la franquicia Killer Instinct.» En la lista de 2009 de Game Informer, de los «Diez mejores personajes de juegos de lucha» ocupó el noveno puesto. Death Battle de ScrewAttack opina que Fulgore superó al ciborg Sektor de Mortal Kombat en la mayoría de los aspectos en los que se compararon los dos personajes entre sí.
Su movimiento final de ametralladora fue clasificado en el puesto 36 de una lista de «las muertes más locas» en los juegos por Complex en 2011, que también lo clasificó como el 12º robot «más guay» en los juegos del año siguiente. El mismo movimiento final se incluyó de las trece mayores decapitaciones en los videojuegos por GamesRadar, que también lo incluyó en la lista de los «poderes increíbles que los personajes de los juegos olvidaron que tenían» por cómo nunca lo usa durante el combate en sí.